# Villadia stricta
Villadia stricta är en fetbladsväxtart som beskrevs av Joseph Nelson Rose. Villadia stricta ingår i släktet Villadia och familjen fetbladsväxter. Inga underarter finns listade i Catalogue of Life.